# La misteriosa fiamma della regina Loana
La misteriosa fiamma della regina Loana è il quinto romanzo di Umberto Eco, pubblicato da Bompiani nel 2004. Il titolo è un riferimento a un omonimo episodio del fumetto Cino e Franco.

## Trama
Giambattista Bodoni, detto Yambo (già insegnante di lettere, ora antiquario), vive a Milano con sua moglie Paola. Dirige lo studio bibliografico con Sibilla Jasnorzewska, assistente, amante e braccio destro di Bodoni. L'uomo viene colpito da un ictus e risvegliandosi dopo alcuni giorni, si ritrova senza la memoria episodica (legata al suo passato), mentre altre conoscenze piu' abitudinarie gli sono rimaste, come la sua istruzione (la memoria semantica). La moglie lo assiste e da subito si nota qualcosa di strano tra i due. Infatti Giambattista Bodoni ha avuto diverse avventure e la moglie ne è a conoscenza. Attualmente ha una giovane amante, sua assistente, e nessun senso di colpa nei confronti della moglie.
Per ritrovare la memoria perduta decide, spinto dalla moglie, di recarsi fra Langhe e Monferrato dove lo attende la casa dell'infanzia con i propri ricordi materiali. Riscoprendo vecchi quaderni, le antiche letture, i dischi e i fumetti della sua giovinezza, riesce pian piano a recuperare parte del suo passato. Ripercorre dunque un'ampia rassegna di fumetti, romanzi, testi musicali dagli anni venti agli anni quaranta, fra i quali un albo fumettistico di Cino e Franco, omonimo del romanzo.
La forte emozione seguita al ritrovamento, nella biblioteca del nonno, di una rarissima prima pubblicazione delle opere di William Shakespeare del 1623 (First Folio), che Yambo aveva inutilmente cercato durante la sua intera carriera professionale, gli provoca un nuovo ictus che lo fa ripiombare in uno stato d'incoscienza, in cui però riesce a recuperare quasi tutti i ricordi che ancora gli mancavano: tuttavia, come Martin Eden, protagonista dell'omonimo romanzo di Jack London, che era stato uno dei suoi testi di formazione, "nello stesso istante in cui seppe, cessò di sapere".

## Personaggi
- Giambattista Yambo Bodoni, libraio antiquario e protagonista del romanzo con lo stesso nome del tipografo Giambattista Bodoni e dello scrittore Yambo.
- Gratarolo, neurologo d'ospedale.
- Paola Bodoni, moglie di Yambo.
- Carla e Nicoletta Bodoni, figlie di Giambattista e Paola.
- Gianni Laivelli, miglior amico di Yambo sin dall'infanzia.
- Sibilla Jasnorzewska, assistente allo studio bibliografico e amante di Yambo.
- Amalia, custode della casa di famiglia in Piemonte.
- Gragnola, anarchico, antifascista e partigiano che dialoga con Yambo bambino.

## Edizioni
- Umberto Eco, La misteriosa fiamma della regina Loana, collana Letteraria, Bompiani, 2004,  p. 451, ISBN 88-452-1425-7.